# Nicolás Machado
Nicolás Machado, vollständiger Name Nicolás Teodoro Machado Mira, (* 3. Januar 1997 in Montevideo oder Paysandú) ist ein uruguayischer Fußballspieler.

## Karriere
Der 1,86 Meter große Offensivakteur Machado gehörte seit 2011 der Nachwuchsmannschaft des uruguayischen Profiklubs River Plate Montevideo an. Er debütierte am 29. Mai 2016 in der Primera División, als er von Trainer Juan Ramón Carrasco am 14. Spieltag der Clausura bei der 1:2-Heimniederlage gegen Defensor Sporting in der 57. Spielminute für Alexander Rosso eingewechselt wurde. Insgesamt bestritt er in der Spielzeit 2015/16 zwei Erstligapartien (kein Tor). Während der Saison 2016 kam er fünfmal (kein Tor) in der Liga zum Einsatz.